# Auletobius viridis
Espèce
Auletobius viridis  est une espèce d'insectes appartenant à la famille des Attelabidae.